# NK Mostanje ALL Karlovac
NK Mostanje je hrvatski nogometni klub iz karlovačke gradske četvrti Mostanje.

## Povijest
Odmah poslije rata, već od 1946. godine, počinju se odigravati prijateljske utakmice. Sve je to bilo usko povezano s osnivanjem "Poljoprivredne zadruge" u Mostanju, upravo te 1946. godine, koja će prvo vrijeme bili glavni financijer kluba. Prvi igrači iz Mostanja bili su: Stjepan Sabljarić, Stjepan Božić, Stjepan Kocijan itd., koji su igrali sa Švarčom, Turnjem i ostalim selima, prijateljske utakmice. Samo Sportsko društvo osnovano je 1946. s nekoliko podsekcija koje su radile povremeno, kao kuglanje, atletika, odbojka, šah i stolni tenis.
Osnivačka skupština NK Sloboda Mostanje održana je 7. ožujka 1949. godine u kući Nikole Galovića Mike (ako se gleda iz smjera Mostanja ta je kuća na lijevoj strani, danas Udbinja, prije skretanja za Donju Švarču). Onda je tamo bila gostiona s najvećim prostorijama u Mostanju pa su se stoga svi sastanci održavali upravo u toj kući, kao i razni drugi skupovi, a bilo je i stalno okupljalište nogometnih zanesenjaka Mostanja.
Za prvog predsjednika izabran je Jerko Vukmanov, a prvi tajnik postaje Stjepan Sabljarić. Nakon Stjepana Sabljarića, dugogodišnji tajnik je Srećko Križ pa Josip Škrtić i to već od 1952. do sredine 60-ih. U prvu upravu kluba ušli su: Nikola Tukac, Josip Škrtić, Ivica Profozić, Janko Živčić i drugi. Samo ime kluba "Sloboda" predložili su Stjepan Sabljarić i Mirko Čičak, jer su tada takva imena bila u modi.
Čini se da su prvi sportski dresovi bili: crne majice i bijele gaćice ili tamne gaćice. Kasnije su kupljene i crveno bijele prugaste majice. Sve kopačke izradio je tadašnji član kluba Nikola Tukac, inače postolar. Nakon toga, dresove su nabavljali iz raznih izvora. Zanimljiva je priča o sportskoj opremi iz 1954. godine, kada je materijal nabavljen u Pamučnoj na Turnju, a svaka je žena u Mostanju dobila "zadatak" da sašije po jednu košulju i gaćice. Bila su to tada jedinstvena i neobična sportska odijela, koja su imala četiri kocke naprijed i natpis preko prsa - Zadrugar.
2000. godine, klub obnavlja djelovanje pod nazivom NK Mostanje

## Vanjske poveznice
- Službena stranica kluba  Arhivirana inačica izvorne stranice od 17. siječnja 2010. (Wayback Machine)